# باربارا واگنر
باربارا واگنر (انگلیسی: Barbara Wagner؛ ۵ مهٔ ۱۹۳۸ – ) اسکیت‌باز نمایشی اهل کانادا بود.